# 일본의 텔레비전 애니메이션 목록/ㅈ
일본의 텔레비전 애니메이션 목록 (ㅈ)에서는 ㅈ으로 시작되는 제목의 일본의 애니메이션을 서술한다.

## 자
- 재키와 머피

## 쟈
- 없음

## 저
- 저, 트윈테일이 됩니다
- 전투요정 유키카제
- 전파녀와 청춘남
- 절원의 템페스트
- 정들면 고향 코스모스장

## 져
- 없음

## 조
- 없음

## 죠
- 죠죠의 기묘한 모험

## 주
- 주문은 토끼입니까?
- 중2병이라도 사랑이 하고 싶어!
- 중화 판타지
- 쥐라기 월드컵

## 쥬
- 쥬얼 펫

## 즈
- 없음

## 지
- 지구방위가족
- 지금 남편이 무슨 말을 하는 거지?
- 지어스
- 지켜줘 롤리팝
- 진격의 거인

## ㅉ
- 짱구는 못말려
- 짱켄맨
- 쪽빛보다 푸르게